# Jana Posnerová
Jana Posnerová   (Nové Sady, 9 de gener de 1945), de casada Kubičková, és una gimnasta artística eslovaca, ja retirada, que va competir sota bandera txecoslovaca durant la dècada de 1960. Es casà amb el també gimnasta Václav Kubíčka.
El 1964 va prendre part en els Jocs Olímpics d'Estiu de Tòquio, on disputà les sis proves del programa de gimnàstica. Guanyà la medalla de plata en el concurs complet equips, mentre en les altres proves finalitzà en posicions més endarrerides. Quatre anys més tard, als Jocs de Ciutat de Mèxic, revalidà la medalla de plata en la mateixa competició.
En el seu palmarès també destaca una medalla d'or al Campionat del Món de gimnàstica artística de 1966.